# گوادالابیار
گوادالابیار (به اسپانیایی: Guadalaviar) یک شهرستان در اسپانیا است که در استان تروئل واقع شده‌است.

## خصوصیات
گوادالابیار ۲۸ کیلومترمربع مساحت و ۲۷۳ نفر جمعیت دارد.